# (6267) Rozhen
(6267) Rozhen (1987 SO9) – planetoida z pasa głównego asteroid okrążająca Słońce w ciągu 3,18 lat w średniej odległości 2,16 j.a. Została odkryta 20 września 1987 roku w Rozhen Observatory przez Erica Elsta. Nazwę planetoidy nadano 31 stycznia 2005 roku a pochodzi ona od obserwatorium w którym dokonano odkrycia. Cztery dni wcześniej 27 stycznia tę asteroidę nazwano 6267 Smolyan lecz nazwę skorygowano.